# Disonycha discoidea
Disonycha discoidea es una especie de escarabajo del género Disonycha, familia Chrysomelidae. Fue descrita científicamente por Fabricius en 1792.
Habita en América del Norte (Texas, Florida, Rhode Island, Colorado). Mide 7-9 mm, frecuentan campos y jardines y suelen tener actividad entre mayo y julio. La dieta de Disonycha discoidea se compone de Passiflora.

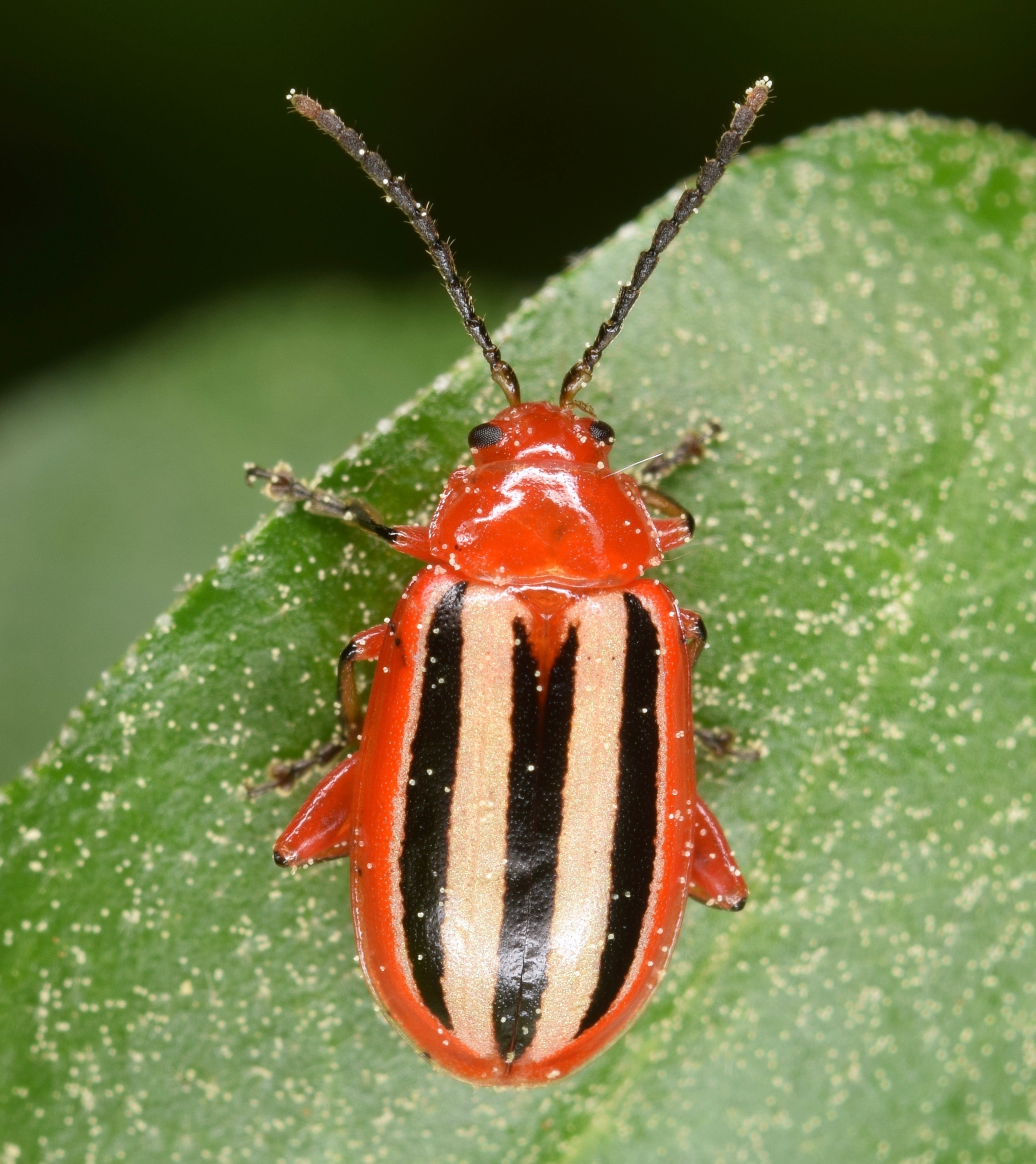
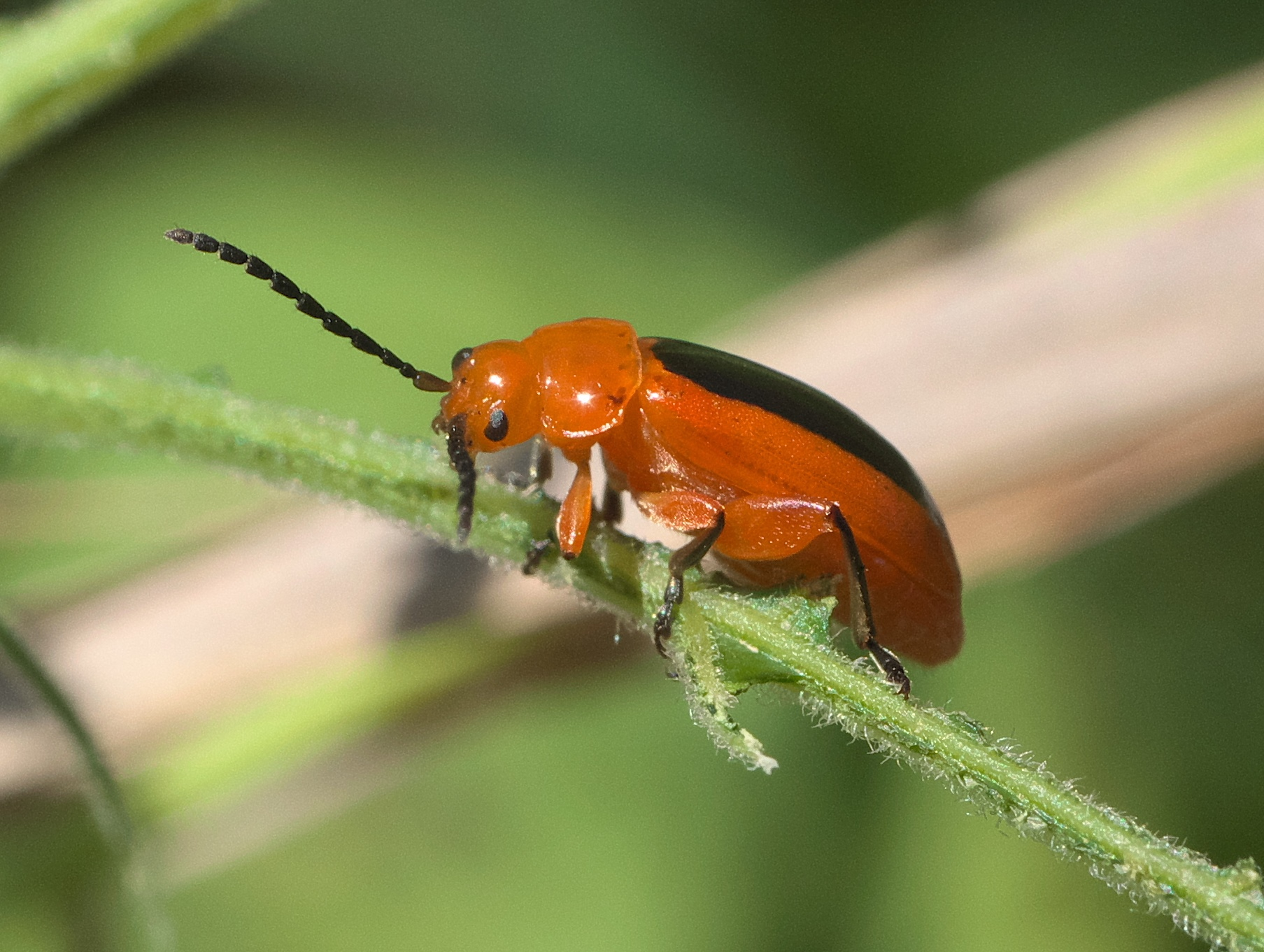
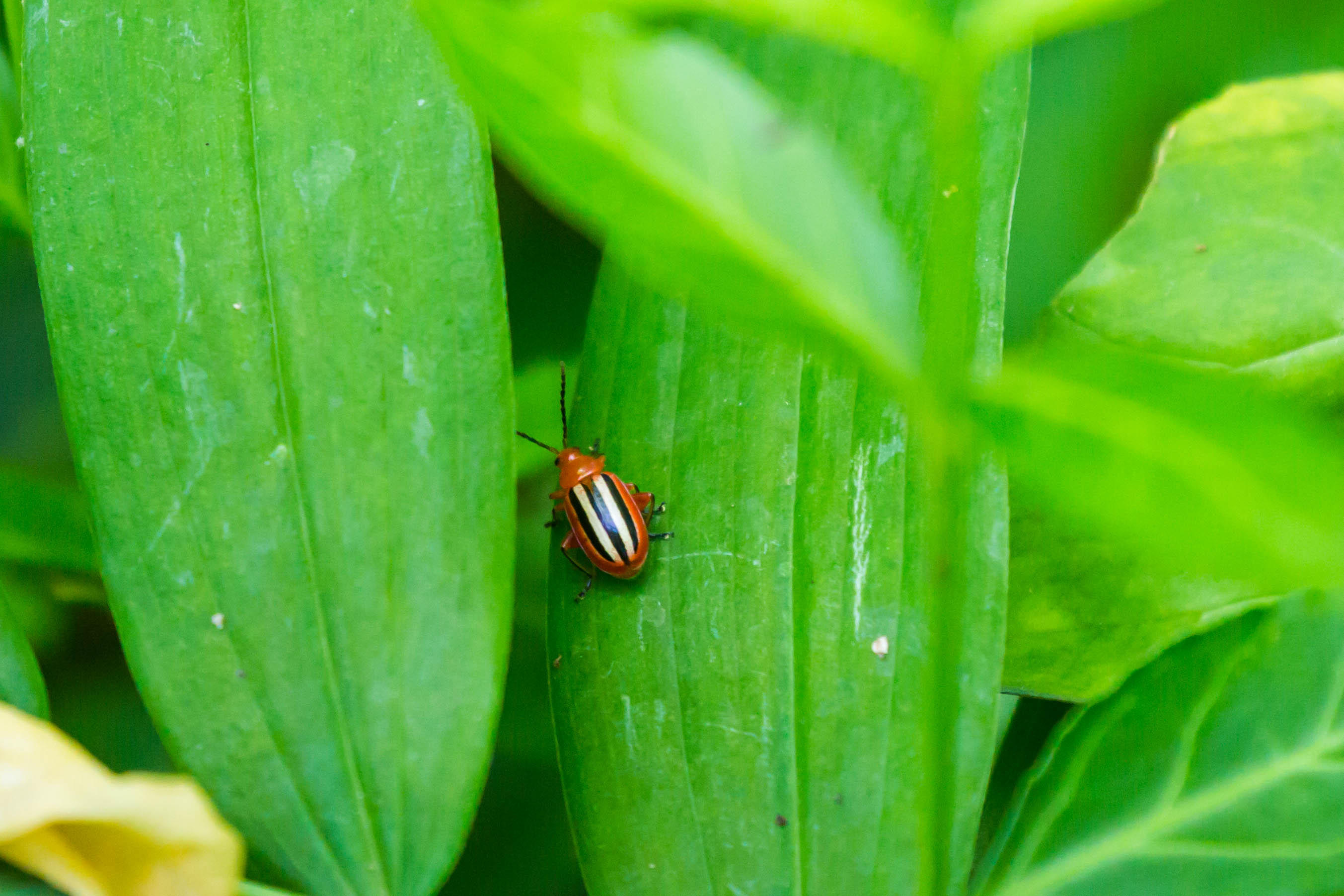